# Babakina festiva
Babakina festiva är en snäckart som först beskrevs av Roller 1972.  Babakina festiva ingår i släktet Babakina och familjen Babakinidae. Inga underarter finns listade i Catalogue of Life.